# Bruun's Galleri

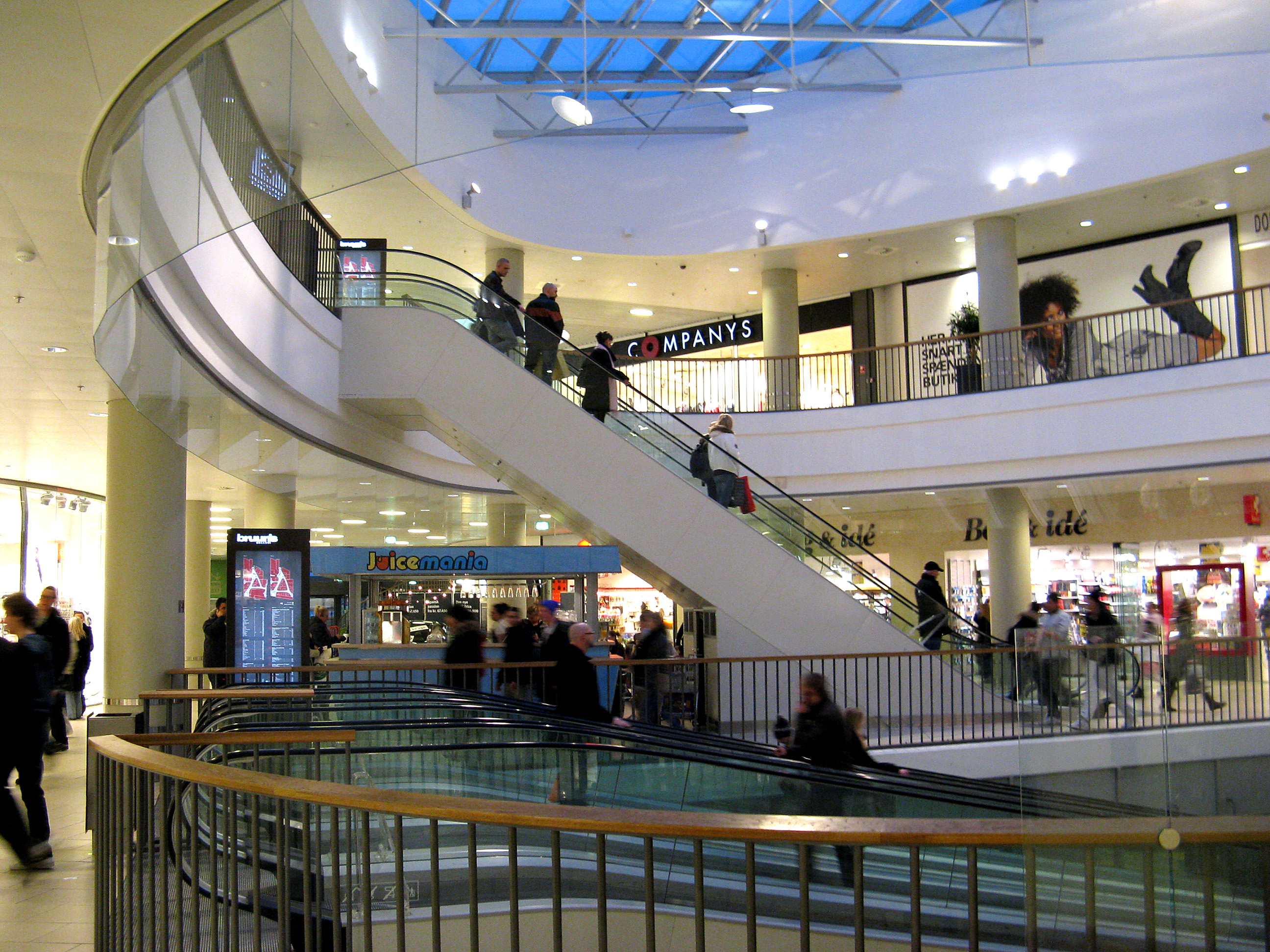
Bruun's Galleri, interiörbild.

Bruun's galleri är ett köpcentrum i centrala Århus, Danmark. Det ligger i anslutning till järnvägsstationen Århus Hovedbanegård, som tillsammans bildar ett stort inomhuskomplex på ca 140 000 kvadratmeter med 94 butiker i tre plan. Det öppnade i oktober 2003. I komplexet finns även CinemaxX-biografer med totalt 2000 platser.
Bruun's galleri öppnade under starka protester från boende i området, vilka menade att det skulle bli trafikproblem, samt att byggnaden var för hög.